# Hale Ascher VanderCook
Hale Ascher VanderCook, ameriški skladatelj, dirigent in kornetist, * 3. september 1864, Ann Arbor, Michigan, ZDA, † 16. oktober 1949, Allegan, Michigan, ZDA.
Skladati je začel s 16 leti. Večino 1890. je vodil cirkušne in gledališke orkestre, ter intenzivno študiral pri kapelniku Alfredu F. Weldonu. Leta 1909 je ustanovil glasbeno šolo VanderCook College of Music. Kot skladatelj je znan po svojih koračnicah in solističnih skladbah.
Leta 1949 je umrl v michiganskem mestecu Allegan. Njegovem delu so posvečene tri plošče iz ameriške pregledne serije Heritage of the March.

## Skladbe
Orkestrske skladbe:
- Olevine, koračnica (1894)
- The hoosier slide (1910)
- Imperator

Komorna glasba:
- Albatross, za trobento in klavir
- Arbutus, za trobento in klavir
- Bonita, briljantni valček za trobento in klavir
- Columbine, za trobento in klavir
- Daisies, za trobento in klavir
- Etudes, za trobento in klavir
- Hyacinthe, za trobento in klavir
- Kinglet, za trobento in klavir
- Magnolia, za trobento in klavir
- Marigold, za trobento in klavir
- Meadowlark, za trobento in klavir
- Morning Glory, za trobento in klavir
- Oriole, za trobento in klavir
- Progressive Duets, za dve trobenti in klavir
- Punchinello, za trobento in klavir
- Starling, za trobento in klavir
- The Falcon, za trobento in klavir
- The Solo Collection, 25 značilnih skladb, za trobento in klavir
- Trumpet Stars - Set 1 (Lyra, Vega, Cygnus, Antares, Altair, Arcturus), za trobento in klavir
- Trumpet Stars - Set 2 (Spica, Centaurus, Orion, Sirius, Mira, Rigel), za trobento in klavir
- Tulip, za trobento in klavir
- Warbler, za trobento in klavir